# Zakrzówek-Wieś
Zakrzówek-Wieś (prononciation : [zaˈkʂuvɛk ˈvjɛɕ]) est un village polonais de la gmina de Zakrzówek dans le powiat de Kraśnik de la voïvodie de Lublin dans l'est de la Pologne.
Le village compte approximativement une population de 543 habitants.

## Histoire
De 1975 à 1998, le village est attaché administrativement à l'ancienne Voïvodie de Lublin.

Depuis 1999, il fait partie de la nouvelle voïvodie de Lublin.